# Interlands Schots voetbalelftal 1900-1919
Deze pagina toont een chronologisch en gedetailleerd overzicht van de interlands die het Schots voetbalelftal heeft gespeeld in de periode 1900 – 1919.

## Interlands

### 1900
|                                                                                   |                                                                      |       |                                     |                                                                                          |
| 3 februari British Home Championship 1900 № 69 «onderlinge duels» 15:00 uur (UTC) | Schotland                                                            | 5 – 2 | Wales                               | Pittodrie Stadium, Aberdeen Toeschouwers: 12.500 Scheidsrechter: Charles Sutcliffe (ENG) |
| 3 februari British Home Championship 1900 № 69 «onderlinge duels» 15:00 uur (UTC) | Jack Bell 2' David Wilson 7', 35' Robert Hamilton 40' Alec Smith 61' |       | 45' Thomas Parry 60' William Butler | Pittodrie Stadium, Aberdeen Toeschouwers: 12.500 Scheidsrechter: Charles Sutcliffe (ENG) |

|                                                                                     |         |                                      |           |                                                                               |
| 3 maart British Home Championship 1900 № 70 «onderlinge duels» 15:30 uur (UTC–0:25) | Ierland | 0 – 3                                | Schotland | Solitude, Belfast Toeschouwers: 6.000 Scheidsrechter: Charles Sutcliffe (ENG) |
| 3 maart British Home Championship 1900 № 70 «onderlinge duels» 15:30 uur (UTC–0:25) |         | 8', 65' John Campbell 23' Alec Smith |           | Solitude, Belfast Toeschouwers: 6.000 Scheidsrechter: Charles Sutcliffe (ENG) |

|                                                                                |                                         |       |                   |                                                                               |
| 7 april British Home Championship 1900 № 71 «onderlinge duels» 15:30 uur (UTC) | Schotland                               | 4 – 1 | Engeland          | Celtic Park, Glasgow Toeschouwers: 63.000 Scheidsrechter: James Torrens (IRL) |
| 7 april British Home Championship 1900 № 71 «onderlinge duels» 15:30 uur (UTC) | Robert McColl 1', 25', 44' Jack Bell 6' |       | 35' Steve Bloomer | Celtic Park, Glasgow Toeschouwers: 63.000 Scheidsrechter: James Torrens (IRL) |

### 1901
|                                                                                    | |        |         |                                                                           |
| 23 februari British Home Championship 1901 № 72 «onderlinge duels» 15:30 uur (UTC) | Schotland                                                                                               | 11 – 0 | Ierland | Celtic Park, Glasgow Toeschouwers: 15.000 Scheidsrechter: Tom Gough (WAL) |
| 23 februari British Home Championship 1901 № 72 «onderlinge duels» 15:30 uur (UTC) | Sandy McMahon 10', 12', 26', 70' Davie Russell 20' John Campbell 21', 85' Robert Hamilton 71', 84', 86' |        |         | Celtic Park, Glasgow Toeschouwers: 15.000 Scheidsrechter: Tom Gough (WAL) |

|                                                                |                    |       |                  |                                                                                        |
| 2 maart British Home Championship 1901 № 73 «onderlinge duels» | Wales              | 1 – 1 | Schotland        | Racecourse Ground, Wrexham Toeschouwers: 5.000 Scheidsrechter: Charles Sutcliffe (ENG) |
| 2 maart British Home Championship 1901 № 73 «onderlinge duels» | John Robertson 74' |       | 76' Thomas Parry | Racecourse Ground, Wrexham Toeschouwers: 5.000 Scheidsrechter: Charles Sutcliffe (ENG) |

|                                                                                 |                                      |       |                                       |                                                                                 |
| 30 maart British Home Championship 1901 № 74 «onderlinge duels» 15:30 uur (UTC) | Engeland                             | 2 – 2 | Schotland                             | Crystal Palace, Londen Toeschouwers: 18.520 Scheidsrechter: James Torrens (IRL) |
| 30 maart British Home Championship 1901 № 74 «onderlinge duels» 15:30 uur (UTC) | Fred Blackburn 36' Steve Bloomer 80' |       | 48' John Campbell 75' Robert Hamilton | Crystal Palace, Londen Toeschouwers: 18.520 Scheidsrechter: James Torrens (IRL) |

### 1902
|                                                                                     |               |       |                                                                 |                                                                             |
| 1 maart British Home Championship 1902 № 75 «onderlinge duels» 15:30 uur (UTC–0:25) | Ierland       | 1 – 5 | Schotland                                                       | Grosvenor Road, Belfast Toeschouwers: 15.000 Scheidsrechter: Fred Bye (ENG) |
| 1 maart British Home Championship 1902 № 75 «onderlinge duels» 15:30 uur (UTC–0:25) | Bob Milne 88' |       | 43', 75', 77' Robert Hamilton 52' Bobby Walker 80' Albert Buick | Grosvenor Road, Belfast Toeschouwers: 15.000 Scheidsrechter: Fred Bye (ENG) |

|                                                                                 |                                                                                       |       |                  |                                                                                    |
| 15 maart British Home Championship 1902 № 76 «onderlinge duels» 15:30 uur (UTC) | Schotland                                                                             | 5 – 1 | Wales            | Cappielow Park, Greenock Toeschouwers: 5.284 Scheidsrechter: Joseph MacBride (IRL) |
| 15 maart British Home Championship 1902 № 76 «onderlinge duels» 15:30 uur (UTC) | John Robertson 38' Albert Buick 47' Alec Smith 50' Bobby Walker 55' John Campbell 88' |       | Hugh Morgan-Owen | Cappielow Park, Greenock Toeschouwers: 5.284 Scheidsrechter: Joseph MacBride (IRL) |

|                                                                              |                                    |       |                                   |                                                                                 |
| 3 mei British Home Championship 1902 № 77 «onderlinge duels» 15:30 uur (UTC) | Engeland                           | 2 – 2 | Schotland                         | Villa Park, Birmingham Toeschouwers: 15.000 Scheidsrechter: James Torrens (IRL) |
| 3 mei British Home Championship 1902 № 77 «onderlinge duels» 15:30 uur (UTC) | Jimmy Settle 65' Albert Wilkes 67' |       | 3' Bobby Templeton 28' Ronald Orr | Villa Park, Birmingham Toeschouwers: 15.000 Scheidsrechter: James Torrens (IRL) |

### 1903
|                                                                                |       |                    |           |                                                                                    |
| 9 maart British Home Championship 1903 № 78 «onderlinge duels» 16:00 uur (UTC) | Wales | 0 – 1              | Schotland | Cardiff Arms Park, Cardiff Toeschouwers: 11.000 Scheidsrechter: Fred Kirkham (ENG) |
| 9 maart British Home Championship 1903 № 78 «onderlinge duels» 16:00 uur (UTC) |       | 25' Finlay Speedie |           | Cardiff Arms Park, Cardiff Toeschouwers: 11.000 Scheidsrechter: Fred Kirkham (ENG) |

|                                                                                 |           |                               |         |                                                                              |
| 21 maart British Home Championship 1903 № 79 «onderlinge duels» 15:30 uur (UTC) | Schotland | 0 – 2                         | Ierland | Celtic Park, Glasgow Toeschouwers: 17.000 Scheidsrechter: Fred Kirkham (ENG) |
| 21 maart British Home Championship 1903 № 79 «onderlinge duels» 15:30 uur (UTC) |           | 9' Joe Connor 83' Jack Kirwan |         | Celtic Park, Glasgow Toeschouwers: 17.000 Scheidsrechter: Fred Kirkham (ENG) |

|                                                                                |                     |       |                                     |                                                                                      |
| 4 april British Home Championship 1903 № 80 «onderlinge duels» 15:30 uur (UTC) | Engeland            | 1 – 2 | Schotland                           | Bramall Lane, Sheffield Toeschouwers: 32.000 Scheidsrechter: William Nunnerley (WAL) |
| 4 april British Home Championship 1903 № 80 «onderlinge duels» 15:30 uur (UTC) | Vivian Woodward 10' |       | 57' Finlay Speedie 59' Bobby Walker | Bramall Lane, Sheffield Toeschouwers: 32.000 Scheidsrechter: William Nunnerley (WAL) |

### 1904
|                                                                                 |                 |       |                    |                                                                          |
| 12 maart British Home Championship 1904 № 81 «onderlinge duels» 15:30 uur (UTC) | Schotland       | 1 – 1 | Wales              | Dens Park, Dundee Toeschouwers: 12.000 Scheidsrechter: Tom Kirkham (ENG) |
| 12 maart British Home Championship 1904 № 81 «onderlinge duels» 15:30 uur (UTC) | Bobby Walker 5' |       | 65' Bobby Atherton | Dens Park, Dundee Toeschouwers: 12.000 Scheidsrechter: Tom Kirkham (ENG) |

|                                                                                      |                    |       |                     |                                                                               |
| 26 maart British Home Championship 1904 № 82 «onderlinge duels» 15:30 uur (UTC–0:25) | Ierland            | 1 – 1 | Schotland           | Dalymount Park, Dublin Toeschouwers: 1.000 Scheidsrechter: Fred Kirkham (ENG) |
| 26 maart British Home Championship 1904 № 82 «onderlinge duels» 15:30 uur (UTC–0:25) | Paddy Sheridan 70' |       | 22' Robert Hamilton | Dalymount Park, Dublin Toeschouwers: 1.000 Scheidsrechter: Fred Kirkham (ENG) |

|                                                                                |           |                   |          |                                                                                   |
| 9 april British Home Championship 1904 № 83 «onderlinge duels» 15:30 uur (UTC) | Schotland | 0 – 1             | Engeland | Celtic Park, Glasgow Toeschouwers: 40.000 Scheidsrechter: William Nunnerley (WAL) |
| 9 april British Home Championship 1904 № 83 «onderlinge duels» 15:30 uur (UTC) |           | 64' Steve Bloomer |          | Celtic Park, Glasgow Toeschouwers: 40.000 Scheidsrechter: William Nunnerley (WAL) |

### 1905
|                                                                                |                                                          |       |                    |                                                                                  |
| 6 maart British Home Championship 1905 № 84 «onderlinge duels» 15:30 uur (UTC) | Wales                                                    | 3 – 1 | Schotland          | Racecourse Ground, Wrexham Toeschouwers: 6.000 Scheidsrechter: Tom Kirkham (ENG) |
| 6 maart British Home Championship 1905 № 84 «onderlinge duels» 15:30 uur (UTC) | Mart Watkins 30' Grenville Morris 47' Billy Meredith 50' |       | 86' John Robertson | Racecourse Ground, Wrexham Toeschouwers: 6.000 Scheidsrechter: Tom Kirkham (ENG) |

|                                                                                 |                                                                    |       |         |                                                                             |
| 18 maart British Home Championship 1905 № 85 «onderlinge duels» 15:30 uur (UTC) | Schotland                                                          | 4 – 0 | Ierland | Celtic Park, Glasgow Toeschouwers: 35.000 Scheidsrechter: Tom Kirkham (ENG) |
| 18 maart British Home Championship 1905 № 85 «onderlinge duels» 15:30 uur (UTC) | Charles Thomson 14' (pen.), pen.' Bobby Walker 35' Jimmy Quinn 50' |       |         | Celtic Park, Glasgow Toeschouwers: 35.000 Scheidsrechter: Tom Kirkham (ENG) |

|                                                                                |               |       |           |                                                                                     |
| 1 april British Home Championship 1905 № 86 «onderlinge duels» 15:30 uur (UTC) | Engeland      | 1 – 0 | Schotland | Crystal Palace, Londen Toeschouwers: 27.599 Scheidsrechter: William Nunnerley (WAL) |
| 1 april British Home Championship 1905 № 86 «onderlinge duels» 15:30 uur (UTC) | Joe Bache 80' |       |           | Crystal Palace, Londen Toeschouwers: 27.599 Scheidsrechter: William Nunnerley (WAL) |

### 1906
|                                                                                |           |                              |       |                                                                                  |
| 3 maart British Home Championship 1906 № 87 «onderlinge duels» 15:30 uur (UTC) | Schotland | 0 – 2                        | Wales | Tynecastle Park, Edinburgh Toeschouwers: 25.000 Scheidsrechter: John Lewis (ENG) |
| 3 maart British Home Championship 1906 № 87 «onderlinge duels» 15:30 uur (UTC) |           | 50' Lot Jones 65' John Jones |       | Tynecastle Park, Edinburgh Toeschouwers: 25.000 Scheidsrechter: John Lewis (ENG) |

|                                                                                      |         |                    |           |                                                                           |
| 17 maart British Home Championship 1906 № 88 «onderlinge duels» 15:30 uur (UTC–0:25) | Ierland | 0 – 1              | Schotland | Dalymount Park, Dublin Toeschouwers: 8.000 Scheidsrechter: Fred Bye (ENG) |
| 17 maart British Home Championship 1906 № 88 «onderlinge duels» 15:30 uur (UTC–0:25) |         | 52' Thomas Fitchie |           | Dalymount Park, Dublin Toeschouwers: 8.000 Scheidsrechter: Fred Bye (ENG) |

|                                                                                |                      |       |                     |                                                                                     |
| 7 april British Home Championship 1906 № 89 «onderlinge duels» 15:30 uur (UTC) | Schotland            | 2 – 1 | Engeland            | Hampden Park, Glasgow Toeschouwers: 102.741 Scheidsrechter: William Nunnerley (WAL) |
| 7 april British Home Championship 1906 № 89 «onderlinge duels» 15:30 uur (UTC) | Jimmy Howie 40', 55' |       | 81' Albert Shepherd | Hampden Park, Glasgow Toeschouwers: 102.741 Scheidsrechter: William Nunnerley (WAL) |

### 1907
|                                                                                |                      |       |           |                                                                                |
| 4 maart British Home Championship 1907 № 90 «onderlinge duels» 15:30 uur (UTC) | Wales                | 1 – 0 | Schotland | Racecourse Ground, Wrexham Toeschouwers: 7.715 Scheidsrechter: Jim Mason (ENG) |
| 4 maart British Home Championship 1907 № 90 «onderlinge duels» 15:30 uur (UTC) | Grenville Morris 50' |       |           | Racecourse Ground, Wrexham Toeschouwers: 7.715 Scheidsrechter: Jim Mason (ENG) |

|                                                                                 |                                                                |       |         |                                                                            |
| 16 maart British Home Championship 1907 № 91 «onderlinge duels» 16:00 uur (UTC) | Schotland                                                      | 3 – 0 | Ierland | Celtic Park, Glasgow Toeschouwers: 26.000 Scheidsrechter: John Lewis (ENG) |
| 16 maart British Home Championship 1907 № 91 «onderlinge duels» 16:00 uur (UTC) | Frank O'Rourke 40' Bobby Walker 48' Charles Thomson 82' (pen.) |       |         | Celtic Park, Glasgow Toeschouwers: 26.000 Scheidsrechter: John Lewis (ENG) |

|                                                                                |                   |       |                       |                                                                                               |
| 6 april British Home Championship 1907 № 92 «onderlinge duels» 15:00 uur (UTC) | Engeland          | 1 – 1 | Schotland             | St. James' Park, Newcastle upon Tyne Toeschouwers: 35.829 Scheidsrechter: Tom Robertson (SCO) |
| 6 april British Home Championship 1907 № 92 «onderlinge duels» 15:00 uur (UTC) | Steve Bloomer 42' |       | 2' (e.d) Bob Crompton | St. James' Park, Newcastle upon Tyne Toeschouwers: 35.829 Scheidsrechter: Tom Robertson (SCO) |

### 1908
|                                                                                |                                    |       |               |                                                                        |
| 7 maart British Home Championship 1908 № 93 «onderlinge duels» 15:30 uur (UTC) | Schotland                          | 2 – 1 | Wales         | Dens Park, Dundee Toeschouwers: 18.000 Scheidsrechter: Jim Mason (ENG) |
| 7 maart British Home Championship 1908 № 93 «onderlinge duels» 15:30 uur (UTC) | Alec Bennett 60' Willie Lennie 87' |       | 30' Lot Jones | Dens Park, Dundee Toeschouwers: 18.000 Scheidsrechter: Jim Mason (ENG) |

|                                                                                      |         |                                              |           |                                                                                 |
| 14 maart British Home Championship 1908 № 94 «onderlinge duels» 15:30 uur (UTC–0:25) | Ierland | 0 – 5                                        | Schotland | Dalymount Park, Dublin Toeschouwers: 10.000 Scheidsrechter: John Ibbotson (ENG) |
| 14 maart British Home Championship 1908 № 94 «onderlinge duels» 15:30 uur (UTC–0:25) |         | 3', 64', 70', 75' Jimmy Quinn 23' Jimmy Galt |           | Dalymount Park, Dublin Toeschouwers: 10.000 Scheidsrechter: John Ibbotson (ENG) |

|                                                                                |                 |       |                     |                                                                             |
| 4 april British Home Championship 1908 № 95 «onderlinge duels» 15:30 uur (UTC) | Schotland       | 1 – 1 | Engeland            | Hampden Park, Glasgow Toeschouwers: 121.452 Scheidsrechter: Jim Mason (ENG) |
| 4 april British Home Championship 1908 № 95 «onderlinge duels» 15:30 uur (UTC) | Andy Wilson 27' |       | 75' Jimmy Windridge | Hampden Park, Glasgow Toeschouwers: 121.452 Scheidsrechter: Jim Mason (ENG) |

### 1909
|                                                                                |                                       |       |                                 |                                                                                   |
| 1 maart British Home Championship 1909 № 96 «onderlinge duels» 15:00 uur (UTC) | Wales                                 | 3 – 2 | Schotland                       | Racecourse Ground, Wrexham Toeschouwers: 6.000 Scheidsrechter: Tom Campbell (ENG) |
| 1 maart British Home Championship 1909 № 96 «onderlinge duels» 15:00 uur (UTC) | William Davies 23', 42' Lot Jones 26' |       | 70' Bobby Walker 73' Harry Paul | Racecourse Ground, Wrexham Toeschouwers: 6.000 Scheidsrechter: Tom Campbell (ENG) |

|                                                                                 |                                                                               |       |         |                                                                             |
| 15 maart British Home Championship 1909 № 97 «onderlinge duels» 15:30 uur (UTC) | Schotland                                                                     | 5 – 0 | Ierland | Ibrox Stadium, Glasgow Toeschouwers: 24.000 Scheidsrechter: Jim Mason (ENG) |
| 15 maart British Home Championship 1909 № 97 «onderlinge duels» 15:30 uur (UTC) | Jimmy McMenemy 15', 77' Sandy MacFarlane 20' Sandy Thomson 48' Harry Paul 84' |       |         | Ibrox Stadium, Glasgow Toeschouwers: 24.000 Scheidsrechter: Jim Mason (ENG) |

|                                                                                |                     |       |           |                                                                              |
| 3 april British Home Championship 1909 № 98 «onderlinge duels» 15:30 uur (UTC) | Engeland            | 2 – 0 | Schotland | Crystal Palace, Londen Toeschouwers: 23.667 Scheidsrechter: John Stark (SCO) |
| 3 april British Home Championship 1909 № 98 «onderlinge duels» 15:30 uur (UTC) | George Wall 3', 10' |       |           | Crystal Palace, Londen Toeschouwers: 23.667 Scheidsrechter: John Stark (SCO) |

### 1910
|                                                                |                   |       |       |                                                                                   |
| 5 maart British Home Championship 1910 № 99 «onderlinge duels» | Schotland         | 1 – 0 | Wales | Rugby Park, Kilmarnock Toeschouwers: 22.000 Scheidsrechter: Herbert Bamlett (ENG) |
| 5 maart British Home Championship 1910 № 99 «onderlinge duels» | Archie Devine 86' |       |       | Rugby Park, Kilmarnock Toeschouwers: 22.000 Scheidsrechter: Herbert Bamlett (ENG) |

|                                                                                       |                    |       |           |                                                                                |
| 19 maart British Home Championship 1910 № 100 «onderlinge duels» 15:30 uur (UTC–0:25) | Ierland            | 1 – 0 | Schotland | Windsor Park, Belfast Toeschouwers: 17.000 Scheidsrechter: Jack Howcroft (ENG) |
| 19 maart British Home Championship 1910 № 100 «onderlinge duels» 15:30 uur (UTC–0:25) | Frank Thompson 54' |       |           | Windsor Park, Belfast Toeschouwers: 17.000 Scheidsrechter: Jack Howcroft (ENG) |

|                                                                                 |                                    |       |          |                                                                             |
| 2 april British Home Championship 1910 № 101 «onderlinge duels» 15:30 uur (UTC) | Schotland                          | 2 – 0 | Engeland | Hampden Park, Glasgow Toeschouwers: 106.205 Scheidsrechter: Jim Mason (ENG) |
| 2 april British Home Championship 1910 № 101 «onderlinge duels» 15:30 uur (UTC) | Jimmy McMenemy 20' Jimmy Quinn 32' |       |          | Hampden Park, Glasgow Toeschouwers: 106.205 Scheidsrechter: Jim Mason (ENG) |

### 1911
|                                                                 |                           |       |                          |                                                                           |
| 6 maart British Home Championship 1911 № 102 «onderlinge duels» | Wales                     | 2 – 2 | Schotland                | Ninian Park, Cardiff Toeschouwers: 14.000 Scheidsrechter: Jim Mason (ENG) |
| 6 maart British Home Championship 1911 № 102 «onderlinge duels» | Grenville Morris 20', 67' |       | 35', 89' Robert Hamilton | Ninian Park, Cardiff Toeschouwers: 14.000 Scheidsrechter: Jim Mason (ENG) |

|                                                                                  |                                    |       |         |                                                                                 |
| 18 maart British Home Championship 1911 № 103 «onderlinge duels» 15:30 uur (UTC) | Schotland                          | 2 – 0 | Ierland | Celtic Park, Glasgow Toeschouwers: 32.000 Scheidsrechter: Herbert Bamlett (ENG) |
| 18 maart British Home Championship 1911 № 103 «onderlinge duels» 15:30 uur (UTC) | Willie Reid 23' Jimmy McMenemy 53' |       |         | Celtic Park, Glasgow Toeschouwers: 32.000 Scheidsrechter: Herbert Bamlett (ENG) |

|                                                                                 |                   |       |                   |                                                                                       |
| 1 april British Home Championship 1911 № 104 «onderlinge duels» 15:30 uur (UTC) | Engeland          | 1 – 1 | Schotland         | Goodison Park, Liverpool Toeschouwers: 38.000 Scheidsrechter: William Nunnerley (WAL) |
| 1 april British Home Championship 1911 № 104 «onderlinge duels» 15:30 uur (UTC) | James Stewart 20' |       | 88' Sandy Higgins | Goodison Park, Liverpool Toeschouwers: 38.000 Scheidsrechter: William Nunnerley (WAL) |

### 1912
|                                                                                 |                 |       |       |                                                                                 |
| 2 maart British Home Championship 1912 № 105 «onderlinge duels» 15:30 uur (UTC) | Schotland       | 1 – 0 | Wales | Tynecastle Park, Edinburgh Toeschouwers: 31.000 Scheidsrechter: Jim Mason (ENG) |
| 2 maart British Home Championship 1912 № 105 «onderlinge duels» 15:30 uur (UTC) | Jimmy Quinn 88' |       |       | Tynecastle Park, Edinburgh Toeschouwers: 31.000 Scheidsrechter: Jim Mason (ENG) |

|                                                                                       |                    |       |                                                            |                                                                                  |
| 16 maart British Home Championship 1912 № 106 «onderlinge duels» 15:30 uur (UTC–0:25) | Ierland            | 1 – 4 | Schotland                                                  | Windsor Park, Belfast Toeschouwers: 12.000 Scheidsrechter: Herbert Bamlett (ENG) |
| 16 maart British Home Championship 1912 № 106 «onderlinge duels» 15:30 uur (UTC–0:25) | Jimmy McKnight 42' |       | 8', 23' Walter Aitkenhead 60' Willie Reid 70' Bobby Walker | Windsor Park, Belfast Toeschouwers: 12.000 Scheidsrechter: Herbert Bamlett (ENG) |

|                                                                                  |                |       |                   |                                                                             |
| 23 maart British Home Championship 1912 № 107 «onderlinge duels» 15:30 uur (UTC) | Schotland      | 1 – 1 | Engeland          | Hampden Park, Glasgow Toeschouwers: 127.307 Scheidsrechter: Jim Mason (ENG) |
| 23 maart British Home Championship 1912 № 107 «onderlinge duels» 15:30 uur (UTC) | Andy Wilson 7' |       | 13' George Holley | Hampden Park, Glasgow Toeschouwers: 127.307 Scheidsrechter: Jim Mason (ENG) |

### 1913
|                                                                 |           |       |       |                                                                                  |
| 3 maart British Home Championship 1913 № 108 «onderlinge duels» | Schotland | 0 – 0 | Wales | Racecourse Ground, Wrexham Toeschouwers: 4.500 Scheidsrechter: Isaac Baker (ENG) |
| 3 maart British Home Championship 1913 № 108 «onderlinge duels» |           |       |       | Racecourse Ground, Wrexham Toeschouwers: 4.500 Scheidsrechter: Isaac Baker (ENG) |

|                                                                                       |                    |       |                                  |                                                                                |
| 15 maart British Home Championship 1913 № 109 «onderlinge duels» 15:30 uur (UTC–0:25) | Ierland            | 1 – 2 | Schotland                        | Dalymount Park, Dublin Toeschouwers: 23.000 Scheidsrechter: Arthur Adams (ENG) |
| 15 maart British Home Championship 1913 № 109 «onderlinge duels» 15:30 uur (UTC–0:25) | Jimmy McKnight 42' |       | 16' Willie Reid 32' Alec Bennett | Dalymount Park, Dublin Toeschouwers: 23.000 Scheidsrechter: Arthur Adams (ENG) |

|                                                                                 |                   |       |           |                                                                                 |
| 5 april British Home Championship 1913 № 110 «onderlinge duels» 15:30 uur (UTC) | Engeland          | 1 – 0 | Schotland | Stamford Bridge, Londen Toeschouwers: 52.500 Scheidsrechter: Alex Jackson (SCO) |
| 5 april British Home Championship 1913 № 110 «onderlinge duels» 15:30 uur (UTC) | Harry Hampton 37' |       |           | Stamford Bridge, Londen Toeschouwers: 52.500 Scheidsrechter: Alex Jackson (SCO) |

### 1914
|                                                                                     |           |       |       |                                                                              |
| 28 februari British Home Championship 1914 № 111 «onderlinge duels» 15:30 uur (UTC) | Schotland | 0 – 0 | Wales | Celtic Park, Glasgow Toeschouwers: 10.000 Scheidsrechter: Harry Taylor (ENG) |
| 28 februari British Home Championship 1914 № 111 «onderlinge duels» 15:30 uur (UTC) |           |       |       | Celtic Park, Glasgow Toeschouwers: 10.000 Scheidsrechter: Harry Taylor (ENG) |

|                                                                                       |               |       |                   |                                                                                  |
| 14 maart British Home Championship 1914 № 112 «onderlinge duels» 15:30 uur (UTC–0:25) | Ierland       | 1 – 1 | Schotland         | Windsor Park, Belfast Toeschouwers: 31.000 Scheidsrechter: Herbert Bamlett (ENG) |
| 14 maart British Home Championship 1914 № 112 «onderlinge duels» 15:30 uur (UTC–0:25) | Sam Young 89' |       | 70' Joe Donnachie | Windsor Park, Belfast Toeschouwers: 31.000 Scheidsrechter: Herbert Bamlett (ENG) |

|                                                                                 |                                                       |       |                    |                                                                                   |
| 4 april British Home Championship 1914 № 113 «onderlinge duels» 15:00 uur (UTC) | Schotland                                             | 3 – 1 | Engeland           | Hampden Park, Glasgow Toeschouwers: 105.000 Scheidsrechter: Herbert Bamlett (ENG) |
| 4 april British Home Championship 1914 № 113 «onderlinge duels» 15:00 uur (UTC) | Charles Thomson 2' Jimmy McMenemy 50' Willie Reid 67' |       | 15' Harold Fleming | Hampden Park, Glasgow Toeschouwers: 105.000 Scheidsrechter: Herbert Bamlett (ENG) |

SFA · A-internationals · Selecties · Bondscoaches · Statistieken · Schots vrouwenelftal · Brits olympisch elftal · Schotland U21 · Schotland U20 · Schotland U19 · Schotland U18 · Schotland U17 · Schotland U16 · Vrouwen U17
1872 – 1899 ·
1900 – 1919 ·
1920 – 1929 ·
1930 – 1939 ·
1940 – 1949 ·
1950 – 1959 ·
1960 – 1969 ·
1970 – 1979 ·
1980 – 1989 ·
1990 – 1999 ·
2000 – 2009 ·
2010 – 2019 ·
2020 − 2029
EK's: 1992 ·
1996 ·
2020 ·
2024
WK's: 1954 ·
1958 ·
1974 ·
1978 ·
1982 ·
1986 ·
1990 ·
1998
1872 ·
1873 ·
1874 ·
1875 ·
1876 ·
1877 ·
1878 ·
1878 ·
1879 ·
1880 ·
1881 ·
1882 ·
1883 ·
1884 ·
1885 ·
1886 ·
1887 ·
1888 ·
1889 ·
1890 ·
1891 ·
1892 ·
1893 ·
1894 ·
1895 ·
1896 ·
1897 ·
1898 ·
1899 ·
1900 ·
1901 ·
1902 ·
1903 ·
1904 ·
1905 ·
1906 ·
1907 ·
1908 ·
1909 ·
1910 ·
1911 ·
1912 ·
1913 ·
1914 ·
1915–1919 ·
1920 ·
1921 ·
1922 ·
1923 ·
1924 ·
1925 ·
1926 ·
1927 ·
1928 ·
1929 ·
1930 ·
1931 ·
1932 ·
1933 ·
1934 ·
1935 ·
1936 ·
1937 ·
1938 ·
1939 ·
1940–1945 ·
1946 ·
1947 ·
1948 ·
1949 ·
1950 ·
1951 ·
1952 ·
1953 ·
1954 ·
1955 ·
1956 ·
1957 ·
1958 ·
1959 ·
1960 ·
1960 ·
1961 ·
1962 ·
1963 ·
1964 ·
1965 ·
1966 ·
1967 ·
1968 ·
1969 ·
1970 ·
1971 ·
1972 ·
1973 ·
1974 ·
1975 ·
1976 ·
1977 ·
1978 ·
1979 ·
1980 ·
1981 ·
1982 ·
1983 ·
1984 ·
1985 ·
1986 ·
1987 ·
1988 ·
1989 ·
1990 ·
1991 ·
1992 ·
1993 ·
1994 ·
1995 ·
1996 ·
1997 ·
1998 ·
1999 ·
2000 ·
2001 ·
2002 ·
2003 ·
2004 ·
2005 ·
2006 ·
2007 ·
2008 ·
2009 ·
2010 ·
2011 ·
2012 ·
2013 ·
2014 · 
2015 · 
2016 · 
2017 ·
2018 ·
2019 ·
2020 ·
2021 ·
2022
Albanië ·
Argentinië · 
Armenië ·
Australië ·
België ·
Bosnië en Herzegovina ·
Brazilië ·
Bulgarije ·
Canada ·
Chili ·
Colombia ·
Congo-Kinshasa ·
Costa Rica ·
Cyprus ·
DDR ·
Denemarken ·
Duitsland ·
Ecuador ·
Egypte ·
Engeland ·
Estland ·
Faeröer ·
Finland ·
Frankrijk ·
Georgië ·
Gibraltar · 
GOS ·
Griekenland ·
Hongarije ·
Ierland ·
IJsland ·
Iran ·
Israël ·
Italië ·
Japan ·
Joegoslavië ·
Kazachstan ·
Kroatië ·
Letland ·
Liechtenstein ·
Litouwen ·
Luxemburg ·
Malta ·
Marokko ·
Mexico ·
Moldavië ·
Nederland ·
Nieuw-Zeeland ·
Nigeria · 
Noord-Ierland ·
Noord-Macedonië ·
Noorwegen ·
Oekraïne ·
Oostenrijk ·
Paraguay ·
Peru ·
Polen ·
Portugal ·
Qatar ·
Roemenië ·
Rusland ·
San Marino ·
Saoedi-Arabië ·
Servië ·
Slovenië ·
Slowakije · 
Sovjet-Unie ·
Spanje ·
Trinidad en Tobago · 
Tsjechië ·
Tsjecho-Slowakije ·
Turkije · 
Uruguay ·
Verenigde Staten ·
Wales ·
Wit-Rusland ·
Zuid-Afrika ·
Zuid-Korea ·
Zweden ·
Zwitserland
Engeland (2021) · 
Kroatië (2021) · 
Nieuw-Zeeland (1982) · 
Tsjechië (2021)
België · Bohemen · Denemarken · Duitsland · Engeland · Finland · Frankrijk · Hongarije · Ierland · Italië · Luxemburg · Nederland · Noorwegen · Oostenrijk · Rusland · Schotland · Wales · Zweden · Zwitserland